# Hochschule Karlsruhe – Technik und Wirtschaft
Hochschule Karlsruhe – Technik und Wirtschaft – uczelnia o charakterze politechnicznym w badeńskim mieście Karlsruhe.
Uczelnia posiada około 6000 immatrykulowanych studentów, co czyni ją drugą co do wielkości uczelnią w Karlsruhe (po Karlsruher Institut für Technologie) oraz największą wyższą szkołą zawodową w Badenii-Wirtembergii.
Rektorem uczelni jest Karl-Heinz Meisel. Uczelnia zatrudnia około 800 pracowników naukowych.

## Wydziały
- Architektury i Budownictwa (AB)
- Techniki Elektrycznej i Telekomunikacji (EIT)
- Geomatyki (G)
- Informatyki i Informatyki Gospodarczej (IWI)
- Maszynoznawstwa i Mechatroniki (MMT)
- Nauk Gospodarczych (W)

Na uczelni funkcjonuje 34 kierunków studiów (semestr zimowy 2006/2007).

## Współpraca w zakresie badań stosowanych
W ramach podprojektu efeuCampus, finansowanego przez UE i kraj związkowy Badenia-Wirtembergia, jako centrum innowacji dla autonomicznej i miejskiej logistyki transportu towarowego efeuCampus Bruchsal GmbH, Uniwersytet Nauk Stosowanych w Karlsruhe rozpoczął we wrześniu 2019 r. działalność efeuAcademy w Instytucie Efektywnej Energetycznie Mobilności (IEEM). Uczelnia rozwija bazę danych wiedzy, towarzyszy projektowi w sposób komunikatywny i jest odpowiedzialna za podnoszenie świadomości C02 w społeczeństwie.

## Historia i nazwy uczelni
Uczelnia została założona 6 listopada 1878 jako Wielkoksiążęca Badeńska Szkoła Budownictwa, mieściła się początkowo pod adresem Zirkel 22. W 1888 r. otwarto gmach przy Moltkestraße 9, stanowiący dziś najstarszy budynek kampusu, rozciągającego się na zachód od Parku Zamkowego i Federalnego Trybunału Konstytucyjnego. Od czasu założenia uczelnia rozszerzała zakres działalności i wielokrotnie zmieniała nazwę:
- 1878: Großherzogliche Badische Baugewerkeschule (Wielkoksiążęca Badeńska Szkoła Budownictwa)
- 1919: Badische Höhere Technische Lehranstalt (Staatstechnikum) (Badeński Wyższy Ośrodek Kształcenia Technicznego)
- 1963: Staatliche Ingenieurschule Karlsruhe (Państwowa Szkoła Inżynierska Karlsruhe)
- 1971: Fachhochschule Karlsruhe (Wyższa Szkoła Zawodowa Karlsruhe)
- 1995: Fachhochschule Karlsruhe – Hochschule für Technik (Wyższa Szkoła Zawodowa Karlsruhe – Wyższa Szkoła Techniki)
- 2003: Fachhochschule Karlsruhe – Hochschule für Technik und Wirtschaft (Wyższa Szkoła Zawodowa Karlsruhe – Wyższa Szkoła Techniki i Gospodarki)
- 2005.01.07.: Hochschule Karlsruhe – Technik und Wirtschaft (Wyższa Szkoła Karlsruhe – Technika i Gospodarka)

W 1960 otwarto na uczelni pierwszy w Niemczech tok studiów w dziedzinie inżynierii gospodarczej.